# Assassinat de Pela Atroshi
L'assassinat de Pela Atroshi a été la première affaire de crime d'honneur jugée en Suède. Intensément médiatisée, elle a créé dans le pays une prise de conscience sur un sujet précédemment occulté.
Pela Atroshi, jeune femme kurde de 19 ans émigrée en Suède, est assassinée le 24 juin 1999 à Dahuk dans le Kurdistan irakien. Son père et ses trois oncles paternels sont accusés de l'avoir tuée parce que son comportement déshonorait la famille. Traduits devant une cour de justice kurde, les oncles sont acquittés, et le père est condamné à 6 mois d'emprisonnement.
Deux des oncles, rentrés en Suède, sont interpelés par la police suédoise. En janvier 2001, ils sont tous deux condamnés par le tribunal de première instance de Stockholm à la réclusion criminelle à perpétuité, peine confirmée en appel.

## La famille Atroshi
La famille Atroshi est originaire de Dahuk, dans le Kurdistan irakien. Le père de Pela, Agid, émigre en Suède en 1994 avant d'être rejoint par sa femme et ses enfants l'année suivante. Pela, qui est l'aînée de la fratrie, a alors quatorze ans, tandis que sa sœur Breen en a treize. Suivent trois frères et trois sœurs.
De son côté, le père de Pela a trois frères, dont l'un a émigré en Australie, où vit aussi le grand-père paternel de Pela. Le plus âgé des quatre frères, Dakhaz, et le plus jeune, Rezkar, qui seront tous deux condamnés pour l'assassinat de Pela, ont quant à eux émigré en Suède avec leurs familles respectives quelques années avant Agid.

## Pela
Arrivée adolescente en Suède, Pela se retrouve en porte à faux entre la société occidentale qu'elle découvre à l'école et les traditions familiales. Ses professeurs et ses camarades la décrivent comme une élève brillante et enjouée qui semble bénéficier d'un environnement familial particulièrement favorable, notamment parce qu'elle ne cache pas sa relation avec son petit-ami, lui aussi d'origine kurde. L'enquête révèlera au contraire une réalité familiale faite d'incessants conflits, Pela s'opposant fréquemment à l'autorité paternelle.
Devenue majeure, Pela quitte une première fois le domicile parental pour une fugue qui va durer une semaine. À son retour, elle s'excuse auprès de son père, mais s'enfuit une nouvelle fois après seulement deux jours, cette fois-ci pour une durée d'un mois. C'est lors de ces fugues que la décision de tuer Pela aurait été prise.

## L'assassinat
Peu après la seconde fugue de Pela, la famille Atroshi entreprend un voyage à Dahuk, dont l'objectif semble dans un premier temps de trouver un mari à la jeune femme. Pela est la première sur place en compagnie de sa mère. Les deux femmes sont bientôt rejointes par le grand-père et l'oncle de Pela en provenance d'Australie, puis par son père et par sa sœur Breen.
Le 23 juin, les deux oncles de Pela domiciliés en Suède, Dakhaz et Rezkar, arrivent à leur tour. Selon le témoignage de Breen, le déroulement des événements du 24 juin 1999 est le suivant. Alors que Breen et sa mère sont au rez-de-chaussée de leur maison de Dahuk, Agid et ses frères se rendent à l'étage, où se trouve Pela. Deux coups de feu retentissent. Lorsque les frères redescendent, c'est le plus jeune, Rezkar, qui tient un pistolet dans sa main. Breen se précipite à l'étage où elle trouve sa sœur gisant dans une mare de sang. Encore en vie, Pela confirme que Rezkar est l'auteur des coups de feu. Breen entreprend de descendre sa sœur avec l'aide de sa mère. Apercevant les trois femmes, Rezkar fait une nouvelle fois feu sur Pela, qui décède.

## Procès au Kurdistan irakien
Agid Atroshi s'accuse immédiatement du meurtre de sa fille. Selon lui, c'est au cours d'une énième discussion conflictuelle avec Pela, qui refusait de se soumettre à l'autorité familiale, qu'il aurait sorti un pistolet et tiré à deux reprises. Ce scénario est confirmé par les trois oncles de la victime.
Selon la police kurde, Breen et sa mère ont tout d'abord confirmé la version d'Agid. Des tractations ont ensuite eu lieu entre la famille de la mère et la famille du père concernant la conduite à tenir. La famille de la mère aurait demandé des compensations financières pour ne pas accuser les oncles. Le grand-père paternel ayant refusé de céder au chantage, Breen et sa mère sont revenues sur leurs déclarations pour finalement accuser le plus jeune des oncles, Rezkar.
Breen n'est toutefois pas entendue au procès, et sa mère affirme finalement devant la cour ne rien savoir. En première instance, à l'automne 1999, les trois oncles de Pela sont acquittés, et son père est reconnu coupable et condamné à 6 mois d'emprisonnement. En appel, la peine du père est confirmée, et le plus jeune oncle est condamné à une peine d'un an d'emprisonnement avec sursis.

## Arrestations en Suède
Dans les jours qui suivent l'assassinat, Breen fait parvenir depuis Dahuk un télégramme à la police suédoise, qui prend après quelques semaines la décision d'ouvrir une enquête. S'agissant d'un crime commis à l'étranger dans un pays avec lequel il n'existe pas d'accord de coopération judiciaire, d'éventuelles poursuites s'annoncent difficiles. Les policiers obtiennent néanmoins le support du ministère des affaires étrangères suédois. Ils font traduire les documents de la justice kurde, sur la base desquels une instruction judiciaire est finalement ouverte. Les deux oncles de Pela rentrés en Suède, Dakhaz et Rezkar, sont interpelés à leur domicile de la banlieue de Stockholm en janvier 2000.
Breen, dont le témoignage est indispensable pour un éventuel procès, se trouve alors toujours à Dahuk avec son père. N'étant pas mariée, il ne lui est pas possible de quitter le territoire irakien sans autorisation paternelle. La ministre des affaires étrangères suédoise Anna Lindh intervient alors auprès des autorités kurdes. C'est finalement le Premier ministre kurde Netchirvan Barzani en personne qui autorise la sortie du territoire de Breen.

## Procès en Suède
Le procès des deux oncles de Pela s'ouvre en décembre 2000 à Stockholm. C'est la première fois qu'une affaire de crime d'honneur est jugée en Suède. Les débats font l'objet d'une importante couverture médiatique, et sont l'occasion pour le grand public de découvrir un phénomène précédemment occulté. La classe politique s'empare également du sujet.
Pour la défense, le meurtrier est le père, qui a agi sous le coup de la colère, seul et sans préméditation. Breen a accusé son oncle Rezkar afin de pouvoir retourner en Suède, et son témoignage n'est corroboré par aucun élément matériel.
La cour retient au contraire la thèse d'un crime prémédité. Dans ses conclusions, le tribunal écrit qu'Agid et ses frères ont planifié ensemble l'assassinat, ce que confirmera la cour d'appel de Svea. Rezkar et Dakhaz sont reconnus coupables d'assassinat et condamnés à la prison à vie. Une demande de révision du procès est rejetée par la Cour suprême en août 2004.